# Гастелло (шашечный клуб)
Гасте́лло — шашечный клуб (Уфа). Участник чемпионатов России и Башкортостана. Клуб представляет шахматную-шашечную ДЮСШ при Уфимском спортклубе им. Гастелло.
На V клубном чемпионате России по международным шашкам среди мужчин в г. Уфа, 24-28.04. 2004 — 4 место, на Чемпионате 2002 года — 8 место. На I клубном чемпионате Республики Башкортостан по русским шашкам (2004 год) — третье место
Состав команды составляют в основном уфимцы. Марс Файзутдинов, Эмиль Галиев (Галлиев), Владимир Кобелев, Вячеслав Кобелев, Айдар Нигматуллин, Рим Ишметов, Константин Личагин, Айнур Шайбаков (все — Уфа), Андрей Столяров (Тверь), Михаил Брусанов (Калуга)
Название — по уфимскому шашечному центру в Черниковке, входивший в Уфимский спортклуб им. Гастелло